# Trochtelfingen
Trochtelfingen település Németországban, azon belül Baden-Württembergben. Lakosainak száma 6304 fő (2023. december 31.).

## Népesség
A település népessége az elmúlt években az alábbi módon változott:
| Lakosok száma | 3863 | 4263 | 4979 | 5144 | 5370 | 6240 | 6581 | 6589 | 6333 | 6304 |
|               | 1961 | 1967 | 1974 | 1980 | 1987 | 1993 | 2000 | 2006 | 2013 | 2023 |